# Danh sách kế vị ngai vàng Hoàng gia Brunei
Kế vị ngai vàng của Brunei theo quy định là hậu duệ nam giới hợp pháp của Quốc vương Hashim Jalilul Alam Aqamaddin. Con trai của những người vợ hoàng gia được ưu tiên hơn con trai của thường dân.
- Sultan Omar Ali Saifuddien III (1914–1986)
  -  Sultan Hassanal Bolkiah (sinh 1946)
    - (1) Hoàng Thái tử Al-Muhtadee Billah (sinh 1974): con trai cả của Hassanal Bolkiah với người vợ đầu
      - (2) Hoàng tử Abdul Muntaqim (sinh 2007): cháu trai của Hassanal Bolkiah, con trai của Al-Muhtadee Billah
      -  (3) Hoàng tử Muhammad Aiman (sinh 2016): cháu trai của Hassanal Bolkiah, con trai thứ hai của Al-Muhtadee Billah

    - (4) Hoàng tử Haji 'Abdu'l 'Azim (sinh 1982): con trai cả của Hassanal Bolkiah với người vợ thứ hai
    - (5) Hoàng tử Abdul Malik (sinh 1983): con trai thứ hai của Hassanal Bolkiah với người vợ đầu
    - (6) Hoàng tử Abdul Mateen (sinh 1991): con trai thứ hai của Hassanal Bolkiah với người vợ thứ hai
    -  (7) Hoàng tử 'Abdul Wakeel (sinh 2006): con trai cả của Hassanal Bolkiah với người vợ thứ ba

  - (8) Hoàng thân Haji Muhammad Bolkiah (sinh 1947): em trai của Hassanal Bolkiah, con trai thứ hai của Omar Ali Saifuddien III
    - (9) Hoàng tử 'Abdu'l Qawi (sinh 1974): con trai cả của Muhammad Bolkiah
    - (10) Hoàng tử 'Abdu'l Fattah (sinh 1982): con trai thứ hai của Muhammad Bolkiah
    - (11) Hoàng tử 'Abdu'l Mu'min (sinh 1983): con trai thứ ba của Muhammad Bolkiah
    - (12) Hoàng tử Omar 'Ali (sinh 1986): con trai thứ tư của Muhammad Bolkiah
    -  (13) Prince 'Abdu'l Muqtadir: con trai thứ năm của Muhammad Bolkiah

  - (14) Hoàng thân Haji Sufri Bolkiah (sinh 1951): em trai của Hassanal Bolkiah, con trai thứ ba của Omar Ali Saifuddien III
    - (15) Hoàng tử Muhammad Safiz (sinh 1974): con trai của Sufri Bolkiah
    - (16) Hoàng tử 'Abdu'l Khaliq: con trai của Sufri Bolkiah
    -  (17) Hoàng tử 'Abdu'l Aleem: con trai của Sufri Bolkiah

  -  (18) Hoàng thân Haji Jefri Bolkiah (sinh 1954): em trai của Hassanal Bolkiah, con trai thứ tư của Omar Ali Saifuddien III
    - (19) Hoàng tử 'Abdu'l Hakeem Jefri Bolkiah (sinh 1973): con trai của Jefri Bolkiah
      - (20) Hoàng tử Abdul Halim Ar-Rahman (sinh): cháu trai của Jefri Bolkiah, con trai của 'Abdu'l Hakeem Jefri Bolkiah

    - (21) Hoàng tử Bahar (sinh 1981): con trai của Jefri Bolkiah
    - (22) Hoàng tử Hasan Kiko (sinh 1995): con trai của Jefri Bolkiah
    -  (23) Hoàng tử Musa (sinh 1990): cháu trai của Abdul Samad